# Fritz Schettler
Fritz Julius Alexander Schettler (* 22. Juni 1879 in Dresden; † 29. November 1946 im Speziallager Nr. 1 Mühlberg) war ein deutscher Zeitungsverleger.

## Leben

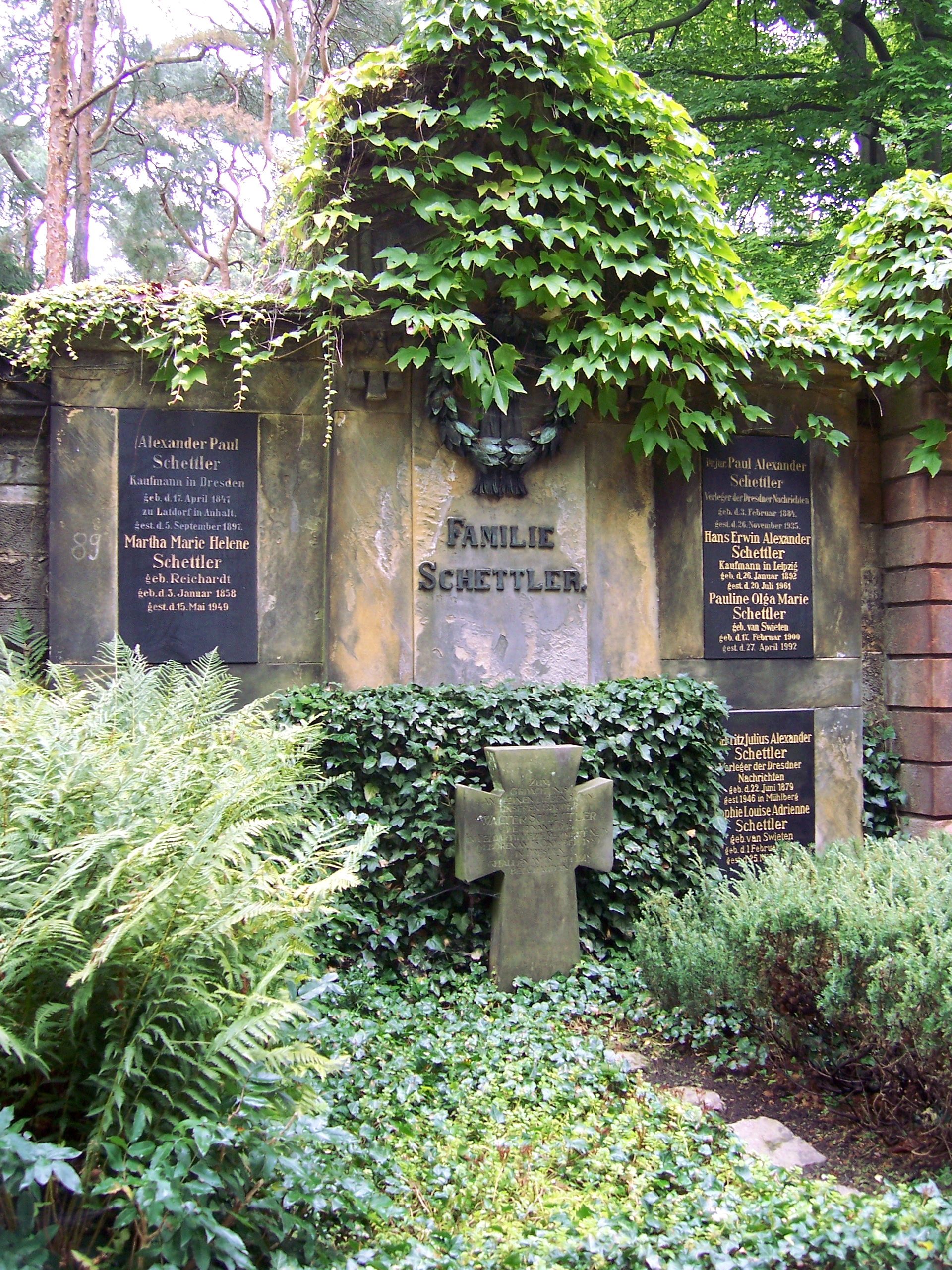
Grabstätte der Familie Schettler auf dem Johannisfriedhof in Dresden

Er war der Sohn des Dresdner Kaufmanns Alexander Paul Schettler. Nach dem Abitur am Königlichen Gymnasium in Dresden studierte Fritz Schettler von 1898 bis 1903 an den Universitäten Kiel, Heidelberg und Leipzig Rechtswissenschaften und Nationalökonomie. Im Jahr 1900 wurde er Mitglied des Corps Suevia Heidelberg. Im Jahr 1903 legte er in Leipzig das Referendarexamen ab und wurde an der dortigen Universität mit der Arbeit Der Spezifikationskauf nach Handelsrecht zum Dr. jur. promoviert.
Nachdem er anfänglich als Referendar in Zwickau tätig gewesen war, wechselte er zur Deutschen Bank in London. Er trat 1906 in die Fa. Liepsch & Reichardt, den Verlag der Dresdner Nachrichten, ein. Dem Eigentümer Reichardt war Schettler verwandtschaftlich verbunden. Im Jahr 1908 wurde er bei Liepsch & Reichardt Prokurist.
Am Ersten Weltkrieg nahm er zunächst als Oberleutnant der Reserve, später als Hauptmann teil. Schettler erhielt am 31. Oktober 1914 das Ritterkreuz II. Klasse mit Schwertern des Königlich-Sächsischen Albrechts-Ordens.
Schettler wurde 1921 Hauptschriftleiter und Verleger der Dresdner Nachrichten, eines konservativen und national ausgerichteten Blattes. Beide Funktionen hatte er bis zur Einstellung der Zeitung im März 1943 inne. Der Philologe Victor Klemperer bezog sich in seiner Arbeit LTI – Notizbuch eines Philologen, einer Analyse der nationalsozialistischen Ideologie in der Sprache, häufig auf Artikel aus den Dresdner Nachrichten. Im Jahr 1934 war Schettler Verlagsdirektor von Liepsch & Reichardt und nebenher Beisitzer am Berufsgericht Dresden. Neben den Dresdner Nachrichten gab der Verlag noch eine Reihe weiterer Publikationen und Periodika heraus und fungierte auch als Druckhaus für andere Verlage.
Nach dem Ende des Zweiten Weltkrieges wurde Fritz Schettler vom sowjetischen NKWD im Speziallager Nr. 1 Mühlberg interniert. Dort verstarb er 1946. Sein Leichnam wurde wie bei allen anderen 6700 Todesopfern dieses Lagers einem Massengrab übergeben. Auf dem Johannisfriedhof in Dresden-Tolkewitz erhielt er von seiner Familie ein Gedenkkreuz.